# 特爾納特
特尔纳特，是印度尼西亚北马鲁古省的最大城市，也是马鲁古群岛的第二大城市，人口约20万。位于马鲁古群岛北部的特尔纳特岛上。特尔纳特曾是北马鲁古省的首府，2010年北马鲁古省首府迁到哈马黑拉岛新建中的城市索菲菲。
特尔纳特是特尔纳特苏丹的所在地，如今苏丹国依然存在，只是不再有任何政治权利。该地历史上曾是世界主要的丁香产区，这使得特尔纳特苏丹成为印度尼西亚地区最富有和强大的苏丹之一。现在的特尔纳特苏丹王宫建于1796年，部分建筑作为博物馆对外开放。最大的城堡奥兰耶堡由荷兰人建于1607年，直到1619年扬·彼得斯佐恩·库恩总督将总部移至爪哇岛上的巴达维亚之前曾是荷兰东印度公司的总部所在地。殖民时期，特尔纳特是马鲁古群岛主要的政治和经济中心。
特尔纳特城区南北延伸10千米，从巴布拉苏丹机场到Bastiong港。商业中心从奥兰耶堡附近的公车总站延伸2千米到艾哈迈德雅尼港（Ahmad Yani）。
《特尔纳特论文》（Ternate Essay）是1858年由著名自然学家阿尔弗雷德·拉塞尔·华莱士在岛上写成的自然选择进化理论的开创性文章，查尔斯·达尔文也曾结合自己的理论对论文予以回应。
2011年11月14日在临近特尔纳特的马鲁古海发生6.6级地震，震源深度12英里，但是印度尼西亚气象和地球物理机构的官员表示，海啸的风险很小。

## 历史

### 前殖民时期

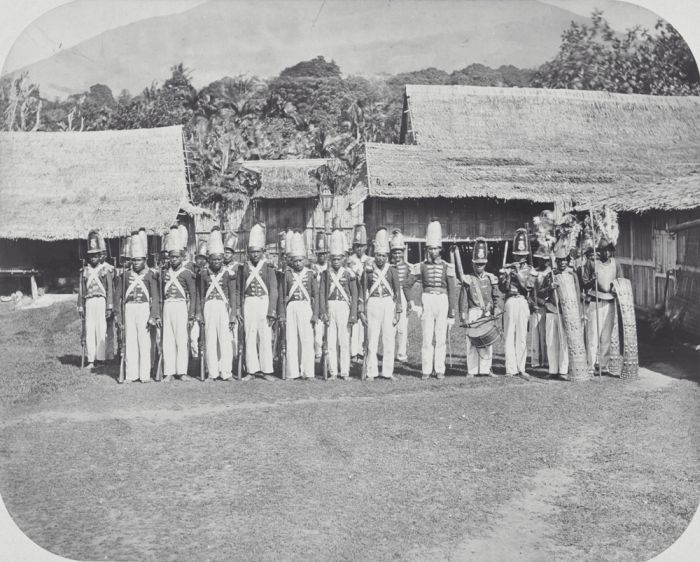
苏丹的护卫

特尔纳特和邻国蒂多雷是世界的主要丁香产地，他们的统治者也成为印尼地区最富有最强大的苏丹之一。但是他们的财富却浪费在彼此间的攻伐中。直到荷兰人在19世纪将马鲁古群岛完全殖民化。特尔纳特皇室在Marhum国王时期（1432–1486）转变为伊斯兰教信徒，他的儿子和继承人Zainal Abidin苏丹（1486–1500在位）制定了伊斯兰教法并将王国变为伊斯兰苏丹国，统治者称谓也从国王（Kolano）变为苏丹。巴布拉苏丹（Baabullah）（1570–1583在位）时期是特尔纳特苏丹国的统治顶峰，其影响力远达苏拉威西岛东部、安汶岛、斯兰岛、帝汶岛、棉兰老岛南部还有巴布亚部分地区。历史学家伦纳德·安达娅说，特尔纳特与蒂多雷的“二元”对抗是马鲁古群岛早期历史的主题。

### 殖民时期

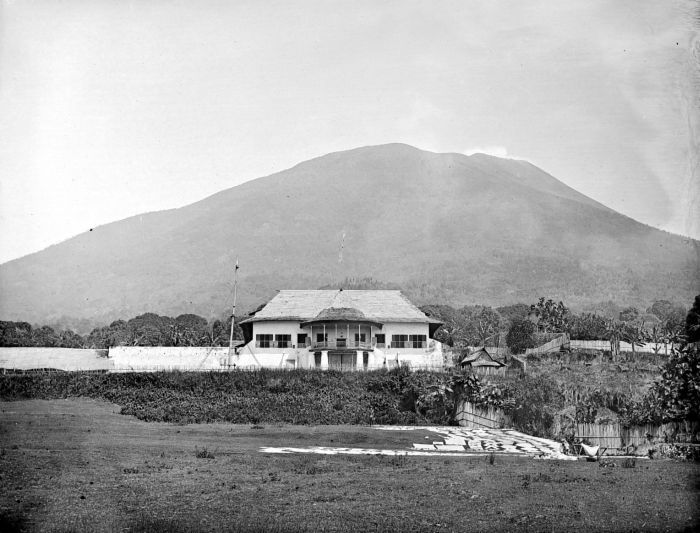
特尔纳特苏丹皇宫

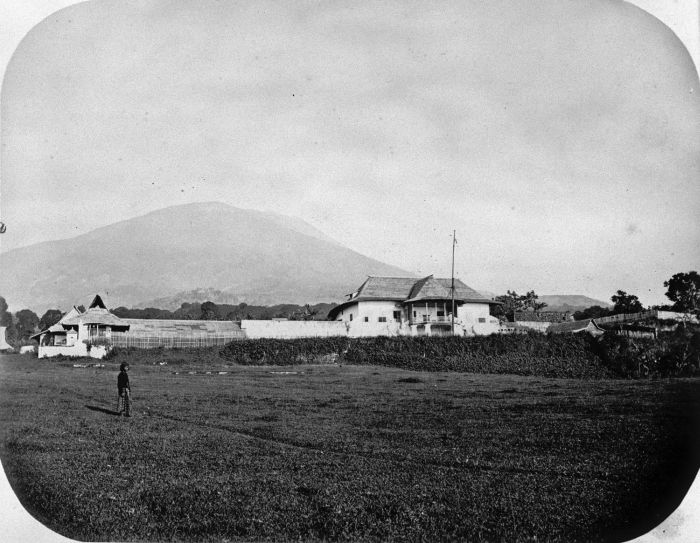
特尔纳特苏丹皇宫

最早来到特尔纳特的欧洲人是葡萄牙从马六甲起航远征的弗朗西斯科·塞拉（Francisco Serrão），因为葡萄牙人的普遍恶行和基督教化的尝试，与特尔纳特穆斯林统治者的关系也变得紧张。葡萄牙人在1575年被驱逐，1606年西班牙军队从特尔纳特人手中攻下原先的葡萄牙堡垒，将特尔纳特苏丹及随从驱逐到马尼拉。1607年，荷兰人来到特尔纳特，在特尔纳特人的帮助下建起堡垒。特尔纳特岛这时分为两股势力：西班牙人与蒂多雷人结盟，荷兰人与特尔纳特人结盟。1663年西班牙人放弃了在马鲁古地区的殖民活动。1683年特尔纳特苏丹国被迫与荷兰签订不平等条约失去了许多土地。通过这个条约，特尔纳特也失去了与荷兰的平等地位并成为其附庸。但是，特尔纳特的苏丹以及人民从未完全被荷兰控制。特尔纳特在1810年被英国军队占领，1817年复归荷兰控制。1824年成为包含哈马黑拉岛、整个新几内亚西海岸、苏拉威西岛中东部海岸等地区的行政区的首府。到1867年，新几内亚所有被荷兰占领的地区并入到此行政区内。之后特尔纳特行政区（Afdeeling Ternate）的中心逐渐转移到安汶（安波那），1922年成立新的安波那行政区（Afdeeling Amboina），特尔纳特行政区的中心回到特尔纳特。

### 20世纪
和印度尼西亚的其他地区一样，特尔纳特在第二次世界大战间被日军占领，印尼东部由海军统治。在1945年日本投降后，特尔纳特在1945年11月初被联军占领并计划交予荷兰管理。印度尼西亚独立后成为了马鲁古省的一部分。特尔纳特也在1998-2000年间的馬魯古教派衝突中受到影响，数千特尔纳特和中哈马黑拉的基督徒逃往托贝洛。
1999年4月29日印尼议会颁布的1999年第11号法案宣布，北马鲁古县的北特尔纳特城市区（Kecamatan Kota Ternate Utara）、南特尔纳特城市区（Kecamatan Kota Ternate Selatan）和特尔纳特岛区（Kccamatan Pulau Ternate）成立二级行政区特尔纳特市（Kota Ternate）。

## 地理

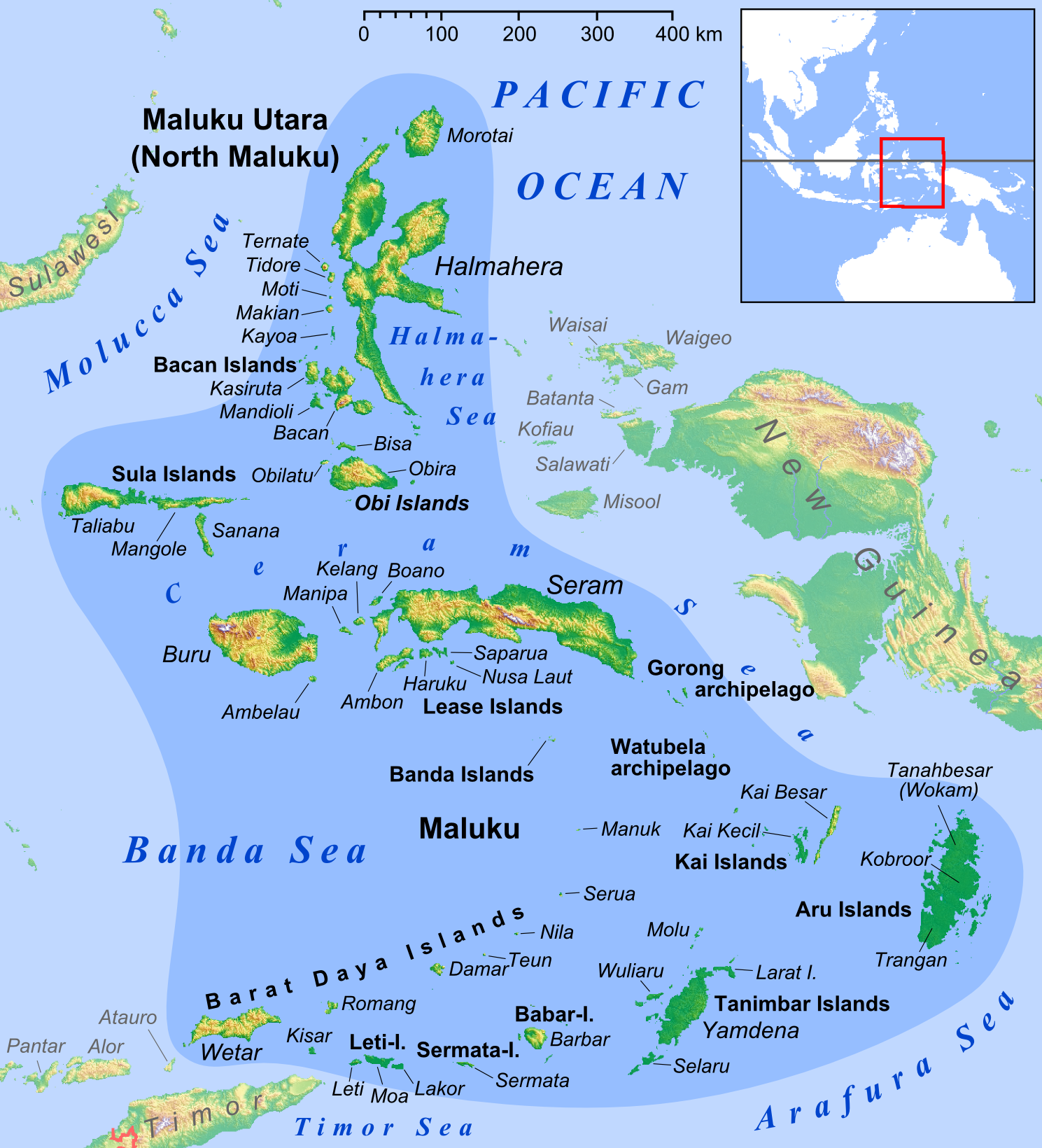
特尔纳特岛位于马鲁古群岛的北部

特尔纳特岛由瓜马拉马火山构成，最高海拔1715米。1840年的火山爆发摧毁了大部分的房屋，最近的几次喷发发生在1980、1983、1994和2011年。在2011年的火山爆发中，政府关停了火山附近的巴布拉苏丹机场，火山喷发带出的火山灰高达2,000（6,600英尺）进入了大气层。
西里岛是特尔纳特岛北部近海的一个火山锥。火山口湖Tolire湖位于特尔纳特岛西北，周围是悬崖峭壁。
特尔纳特位于非常活跃的地震区，属于环太平洋火山带，火山活动和频繁的地震很常见。
| 印度尼西亚北马鲁古省特尔纳特 | 印度尼西亚北马鲁古省特尔纳特 | 印度尼西亚北马鲁古省特尔纳特 | 印度尼西亚北马鲁古省特尔纳特 | 印度尼西亚北马鲁古省特尔纳特 | 印度尼西亚北马鲁古省特尔纳特 | 印度尼西亚北马鲁古省特尔纳特 | 印度尼西亚北马鲁古省特尔纳特 | 印度尼西亚北马鲁古省特尔纳特 | 印度尼西亚北马鲁古省特尔纳特 | 印度尼西亚北马鲁古省特尔纳特 | 印度尼西亚北马鲁古省特尔纳特 | 印度尼西亚北马鲁古省特尔纳特 | 印度尼西亚北马鲁古省特尔纳特 |
| 月份                         | 1月                          | 2月                          | 3月                          | 4月                          | 5月                          | 6月                          | 7月                          | 8月                          | 9月                          | 10月                         | 11月                         | 12月                         | 全年                         |
| ---------------------------- | ---------------------------- | ---------------------------- | ---------------------------- | ---------------------------- | ---------------------------- | ---------------------------- | ---------------------------- | ---------------------------- | ---------------------------- | ---------------------------- | ---------------------------- | ---------------------------- | ---------------------------- |
| 历史最高温 °C                | 32                           | 34                           | 32                           | 32                           | 35                           | 33                           | 33                           | 32                           | 35                           | 33                           | 36                           | 36                           | 36                           |
| 平均高温 °C                  | 28                           | 28                           | 29                           | 30                           | 30                           | 29                           | 29                           | 29                           | 29                           | 30                           | 29                           | 29                           | 29                           |
| 日均气温 °C                  | 27                           | 27                           | 27                           | 28                           | 28                           | 27                           | 27                           | 27                           | 27                           | 28                           | 28                           | 27                           | 27                           |
| 平均低温 °C                  | 26                           | 26                           | 26                           | 26                           | 26                           | 26                           | 25                           | 26                           | 26                           | 26                           | 26                           | 26                           | 26                           |
| 历史最低温 °C                | 15                           | 20                           | 22                           | 22                           | 22                           | 21                           | 17                           | 20                           | 21                           | 20                           | 17                           | 20                           | 15                           |
| 历史最高温 °F                | 90                           | 93                           | 90                           | 90                           | 95                           | 91                           | 91                           | 90                           | 95                           | 91                           | 97                           | 97                           | 97                           |
| 平均高温 °F                  | 82                           | 82                           | 84                           | 86                           | 86                           | 84                           | 84                           | 84                           | 84                           | 86                           | 84                           | 84                           | 84                           |
| 日均气温 °F                  | 81                           | 81                           | 81                           | 82                           | 82                           | 81                           | 81                           | 81                           | 81                           | 82                           | 82                           | 81                           | 81                           |
| 平均低温 °F                  | 79                           | 79                           | 79                           | 79                           | 79                           | 79                           | 77                           | 79                           | 79                           | 79                           | 79                           | 79                           | 79                           |
| 历史最低温 °F                | 59                           | 68                           | 72                           | 72                           | 72                           | 70                           | 63                           | 68                           | 70                           | 68                           | 63                           | 68                           | 59                           |
| 平均降雨天数                 | 8                            | 10                           | 8                            | 11                           | 14                           | 13                           | 10                           | 8                            | 7                            | 8                            | 10                           | 10                           | 117                          |
| 平均相對濕度（％）           | 74                           | 74                           | 74                           | 75                           | 74                           | 74                           | 71                           | 69                           | 70                           | 71                           | 73                           | 75                           | 73                           |
| 月均日照時數                 | 384.4                        | 350.3                        | 387.5                        | 375                          | 387.5                        | 375                          | 387.5                        | 387.5                        | 375                          | 384.4                        | 372                          | 384.4                        | 4,565.625                    |
| 来源：                       |                              |                              |                              |                              |                              |                              |                              |                              |                              |                              |                              |                              |                              |

## 行政区划

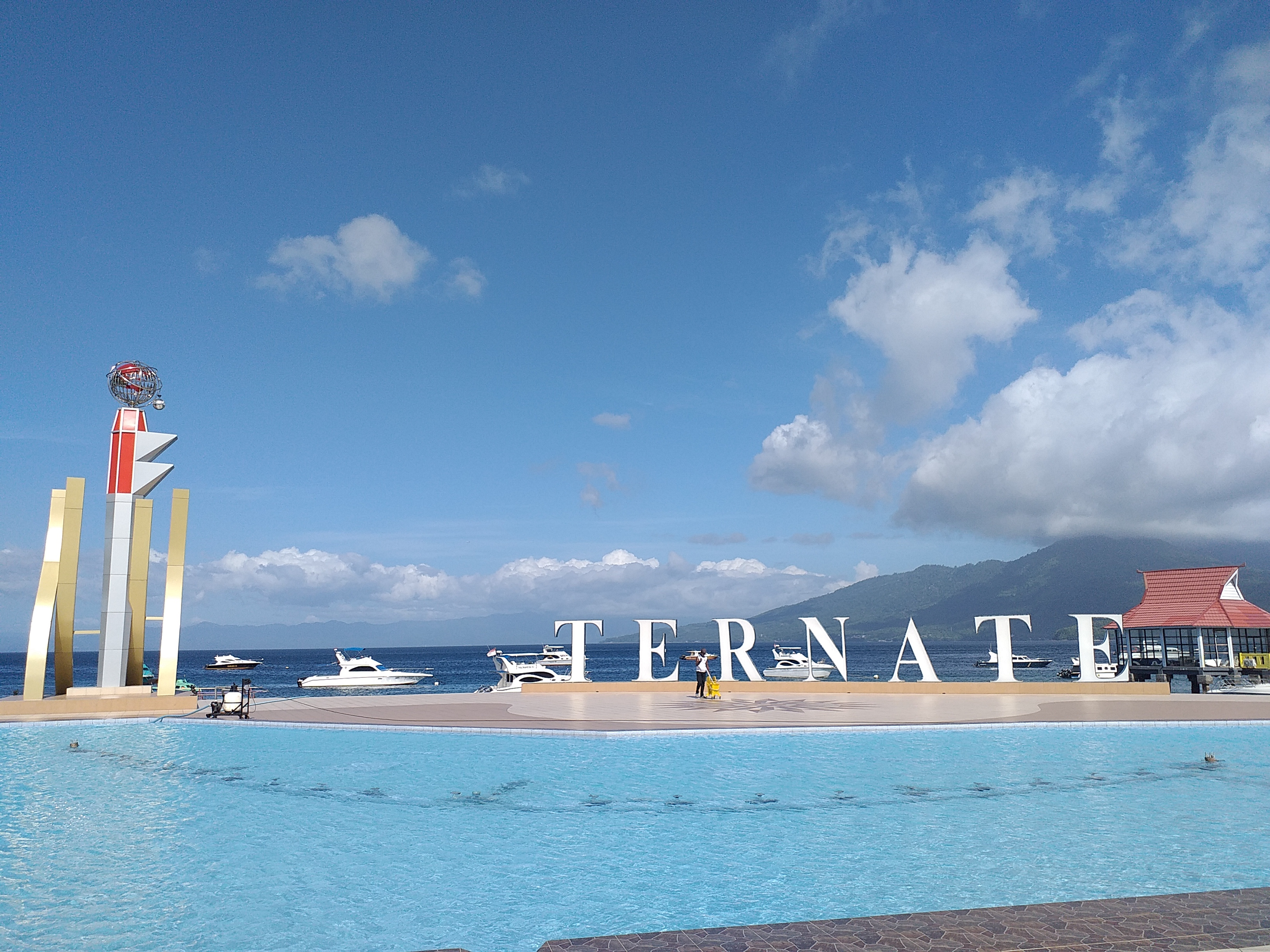
特爾納特

特尔纳特市（印尼语：Kota Ternate）下辖八个区（Kecamatan），市政府位于中特尔纳特区。五个区位于特尔纳特本岛，三个区位于邻近的西里岛以及马鲁古海峡中的马尤岛等小岛。
| 印尼文                    | 中文                        |
| ------------------------- | --------------------------- |
| Kecamatan Ternate Tengah  | 中特尔纳特区                |
| Kecamatan Ternate Selatan | 南特尔纳特区                |
| Kecamatan Ternate Utara   | 北特尔纳特区                |
| Kecamatan Ternate Barat   | 西特尔纳特区                |
| Kecamatan Pulau Ternate   | 特尔纳特岛区                |
| Kecamatan Pulau Hiri      | 西里岛区                    |
| Kecamatan Batang Dua      | 巴唐杜阿区 （马尤岛等岛屿） |
| Kecamatan Moti            | 莫蒂区                      |

## 人口
| 人口                    | 36,000 | 71,834 | 151,178 | 163,166 | 185,705 |
| 特尔纳特历史人口 来源： |        |        |         |         |         |

特尔纳特的大部分居民是穆斯林。居民使用特尔纳特语作为第一语言，与印尼的大多数语言不同，特尔纳特语不属南岛语系，是巴布亚语的一种。这似乎与西巴布亚省极乐鸟半岛的语言有关。当地居民不同种族间以及贸易沟通中也使用特尔纳特马来语，特尔纳特语和特尔纳特马来语不同，特尔纳特马来语是马来语的一种方言。现在传统特尔纳特语的使用正在下降。有些居民偶尔也用印尼语交谈。

## 交通
巴布拉苏丹机场是进出城市的主要门户，开通了飞往雅加达、望加锡、泗水等印尼大城市的航班。近几年已扩建跑道及航站楼以满足客运量增长的需求。
艾哈迈德雅尼港是特尔纳特的主要海港，印尼国家航运公司提供通往安汶、万鸦老等城市的航运服务。

## 旅游
城市附近有大量建于不同殖民时期的老城堡，例如葡萄牙人建立的卡拉马塔堡和托鲁科堡。奥兰耶堡由荷兰人建立，是特尔纳特岛上最大的城堡。曾是荷兰东印度公司的总部所在地，1619年总部移至巴达维亚。部分城堡已不存在，仅剩下一些废墟，如西班牙人建立的卡斯特拉堡。
特尔纳特苏丹的王宫一直存在到现在，是特尔纳特苏丹的家，部分建筑作为博物馆对外开放，博物馆最大限度地展示了特尔纳特苏丹国的一些旧文物，如武器，盔甲和传统的特尔纳特服装。
特尔纳特岛上有许多景色秀丽的海滩，比如Tobololo海滩和Sulamadaha海滩。岛上也有许多景色秀丽的湖泊，比如Laguna湖和Tolire湖

## 相关文章

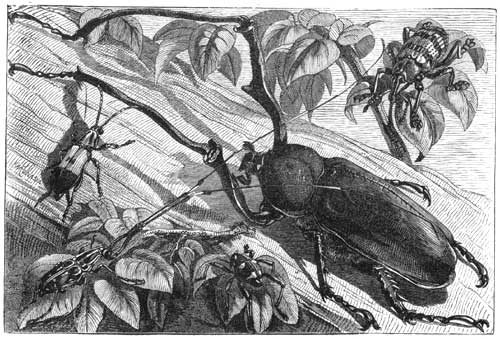
阿尔弗雷德·拉塞尔·华莱士1869年出版的《马来群岛》一书中的摩鹿加甲虫插图

1858年，阿尔弗雷德·拉塞尔·华莱士在特尔纳特写下了他关于进化论的论文，并将之递予查尔斯·达尔文。华莱士在1858年之前还没有发表一篇关于进化论的文章，他也没有打算将这篇《特尔纳特论文》交予达尔文出版。结果达尔文立刻决定出版自己的专著，并且在书中安排有《特尔纳特论文》，最终书籍于1858年7月1日在倫敦林奈學會发表。

## 景观

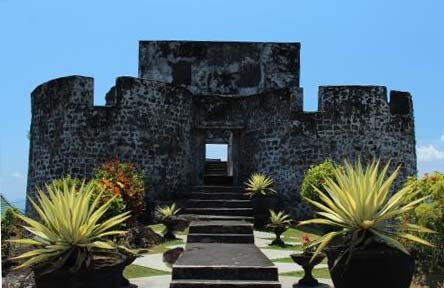
托鲁科堡（英语：Fort Tolukko）
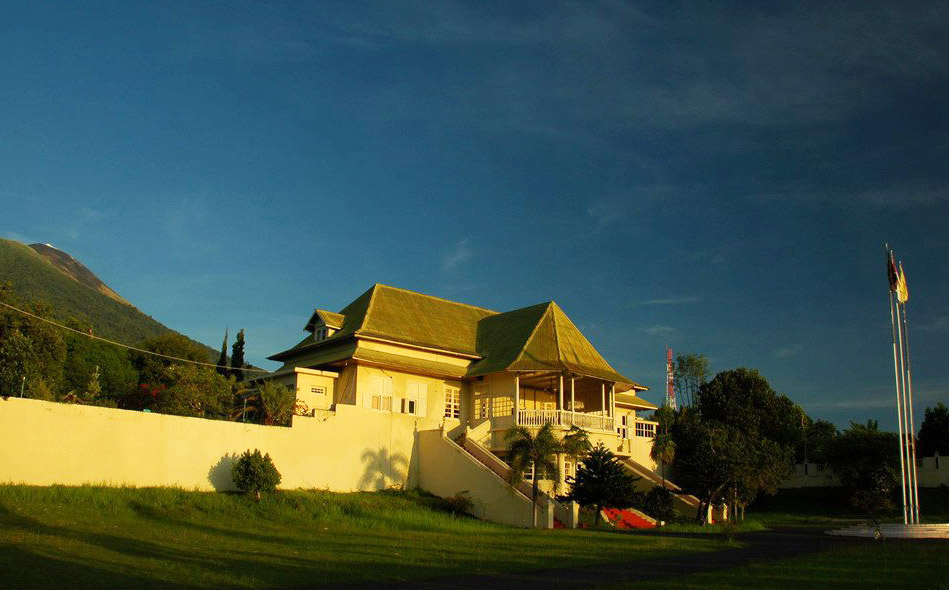
特尔纳特苏丹王宫
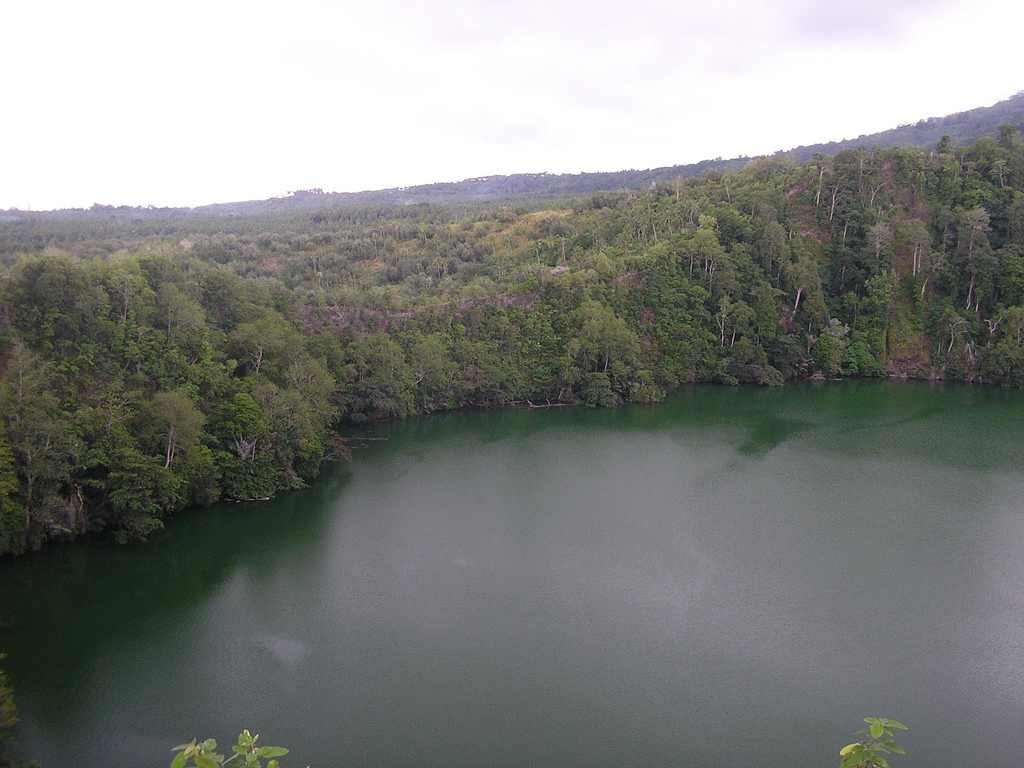
Tolire湖
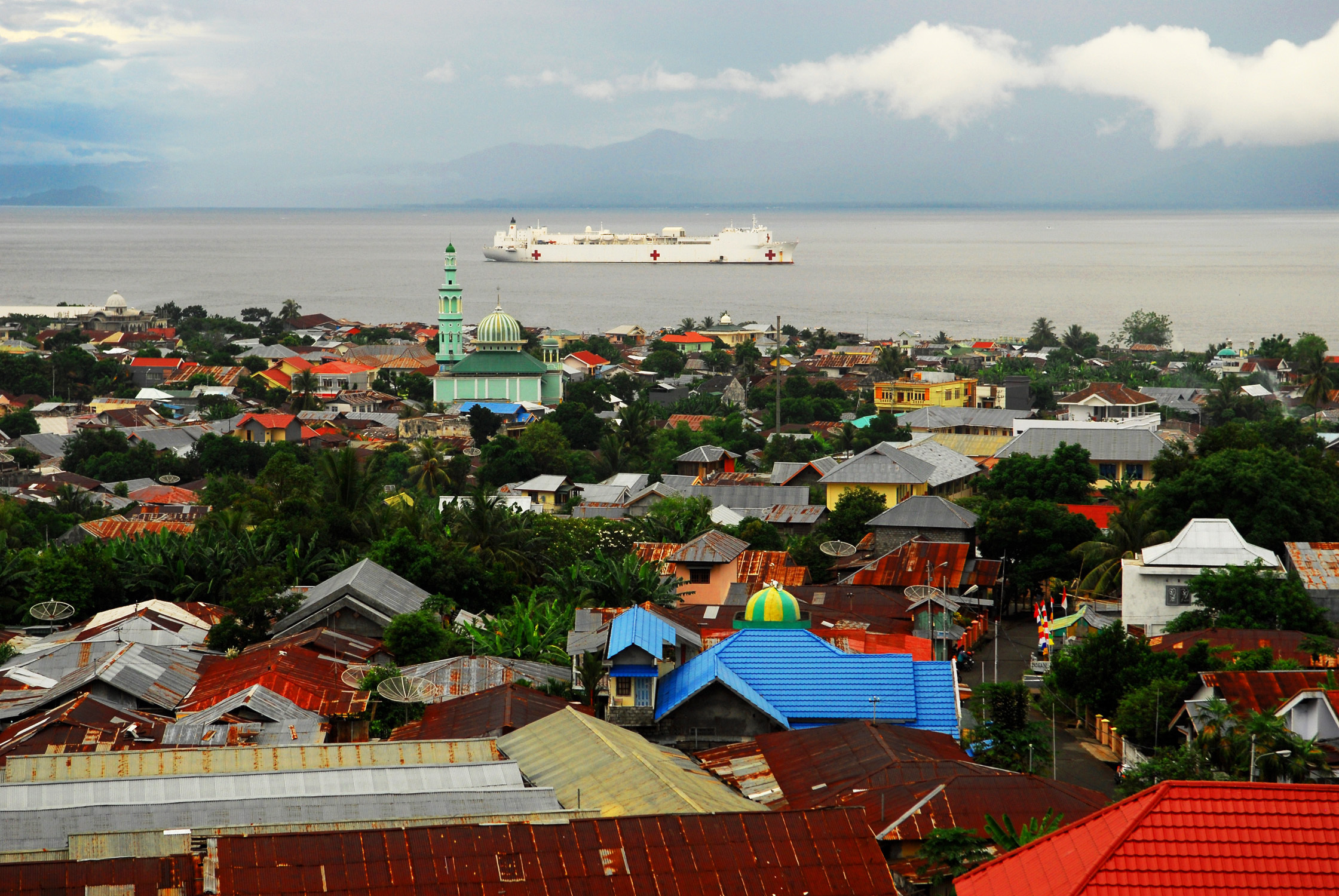
特尔纳特的风景，摄于2010年

## 资料来源
1. ↑  . citypopulation.de. 2017-04-22  [2017-07-16]. （原始内容存档于2011-03-01）.
2. ↑  .   [2017-05-28]. （原始内容存档于2014-10-03）.
3. ↑  . Kompas Daring. 2010-08-04  [2010-08-04]. （原始内容存档于2011-07-13）.
4. ↑  Worrall, Simon (2012). The world’s oldest clove tree. （页面存档备份，存于） BBC News. 23 June 2012
5. 1 2 3 4  Witton, Patrick. . Melbourne: Lonely Planet. 2003: 821–822. ISBN 1-74059-154-2.
6. ↑  . Huffington Post. November 13, 2011  [2017-05-28]. （原始内容存档于2015-09-24）.
7. ↑  Witton, Patrick. . Melbourne: Lonely Planet. 2003: 821. ISBN 1-74059-154-2.
8. ↑  Ricklefs, M.C. . London: MacMillan. 1993: 24. ISBN 0-333-57689-6.
9. ↑  .   [2017-05-28]. （原始内容存档于2017-04-20）.
10. ↑  . December 5, 2011  [2017-05-28]. （原始内容存档于2016-03-04）.
11. ↑  . BBC News Asia. 15 November 2014. （原始内容存档于2020-11-11）.
12. ↑  . weatherbase. （原始内容存档于2021-11-11）.
13. ↑  .   [2017-05-28]. （原始内容存档于2017-12-20）.
14. ↑  http://www.ternatekota.go.id （页面存档备份，存于） Demografi （页面存档备份，存于）
15. 1 2  Lewis, M. Paul. . Ethnologue: Languages of the World, Sixteenth edition. SIL International. 2009. （原始内容存档于2012-06-09）.
16. ↑  Litamahuputty, Betty. . Max Planck Institute for Evolutionary Anthropology, Jakarta station. March 10, 2007  [28 April 2016]. （原始内容存档于2007年6月10日）.
17. ↑  .   [2017-05-28]. （原始内容存档于2021-01-21）.
18. 1 2  Wallace, Alfred Russel. . Charles Smith (WKU.edu). 1858  [22 April 2013]. （原始内容存档于2007-04-29）.